# Acaulopage cercospora
Acaulopage cercospora är en svampart som beskrevs av Drechsler 1936. Acaulopage cercospora ingår i släktet Acaulopage och familjen Zoopagaceae.   Inga underarter finns listade i Catalogue of Life.